# マリア・アンナ・マンチーニ

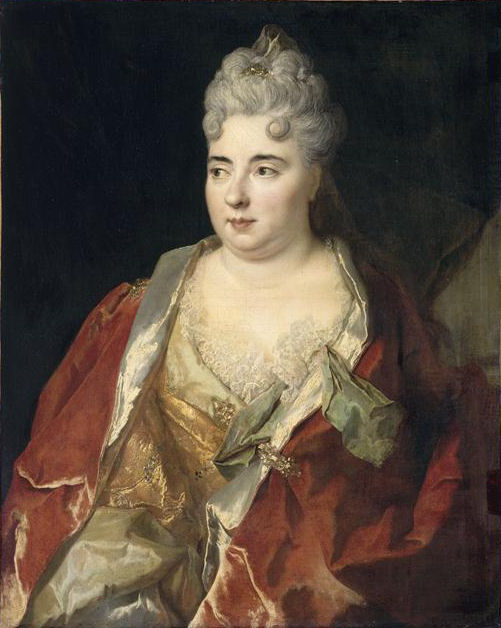
マリア・アンナ・マンチーニ（1700年）

マリア・アンナ・マンチーニ（イタリア語表記：Maria Anna Mancini, 1649年 - 1714年6月20日）は、ブイヨン公ゴドフロワ・モーリス・ド・ラ・トゥール・ドーヴェルニュ（テュレンヌ元帥の甥）の妻。ミケーレ・マンチーニとジェローラマ・マザリーニの五女としてローマで生まれた。フランス語名マリー・アンヌ・マンシニ（Marie Anne Mancini）。姉にラウラ、オリンピア、マリー、オルテンシアがいる。

## 生涯
父の死と共に、母は兄のマザラン枢機卿を頼り、子供達を連れてフランスに移住した。姉妹は美しい姪達を政略結婚させて自分の地位向上を謀った伯父マザランの力でフランス宮廷に出入りするようになり、1662年にマリア・アンナはブイヨン公ゴドフロワ・モーリス・ド・ラ・トゥール・ドーヴェルニュと結婚した。詩人ジャン・ド・ラ・フォンテーヌのパトロンにもなった。
長姉のラウラが1657年に亡くなり、ラウラの夫ルイ2世が教会に入ると、彼女の息子であるルイ・ジョゼフとフィリップを引き取り養育した。1679年の次姉オリンピアによるルイ14世の寵姫・ルイーズ・ド・ラ・ヴァリエール毒殺容疑で自分の地位も危うくなるが、反オリンピア派となり地位を守った。
1714年、パリで65歳で死去した。

## 子女
- ルイ・シャルル（1665年 - 1692年） - テュレンヌ公、1691年アンヌ・ジュヌヴィエーヴ・ド・レヴィと結婚、ステーンケルケの戦いで戦傷死
- マリー・エリザベート（1666年 - 1725年） - 「ブイヨン姫」
- エマニュエル・テオドーズ（1668年 - 1730年） - ブイヨン公
- ウジェーヌ・モーリス（1669年 - 1672年） - シャトー＝ティエリ公
- フレデリック・ジュール（1672年 - 1733年） - オーヴェルニュ公、1720年オリーヴ・カトリーヌ・ド・タラントと結婚
- ルイ・アンリ（1674年 - 1753年） - エヴルー伯、1707年マリー・アンヌ・クロザと結婚
- ルイーズ・ジュリー（1679年 - 1750年） - 「シャトー＝ティエリ姫」、1698年モンバゾン公フランソワ＝アルマン（フランス語版）と結婚